# Margherita Aldobrandini

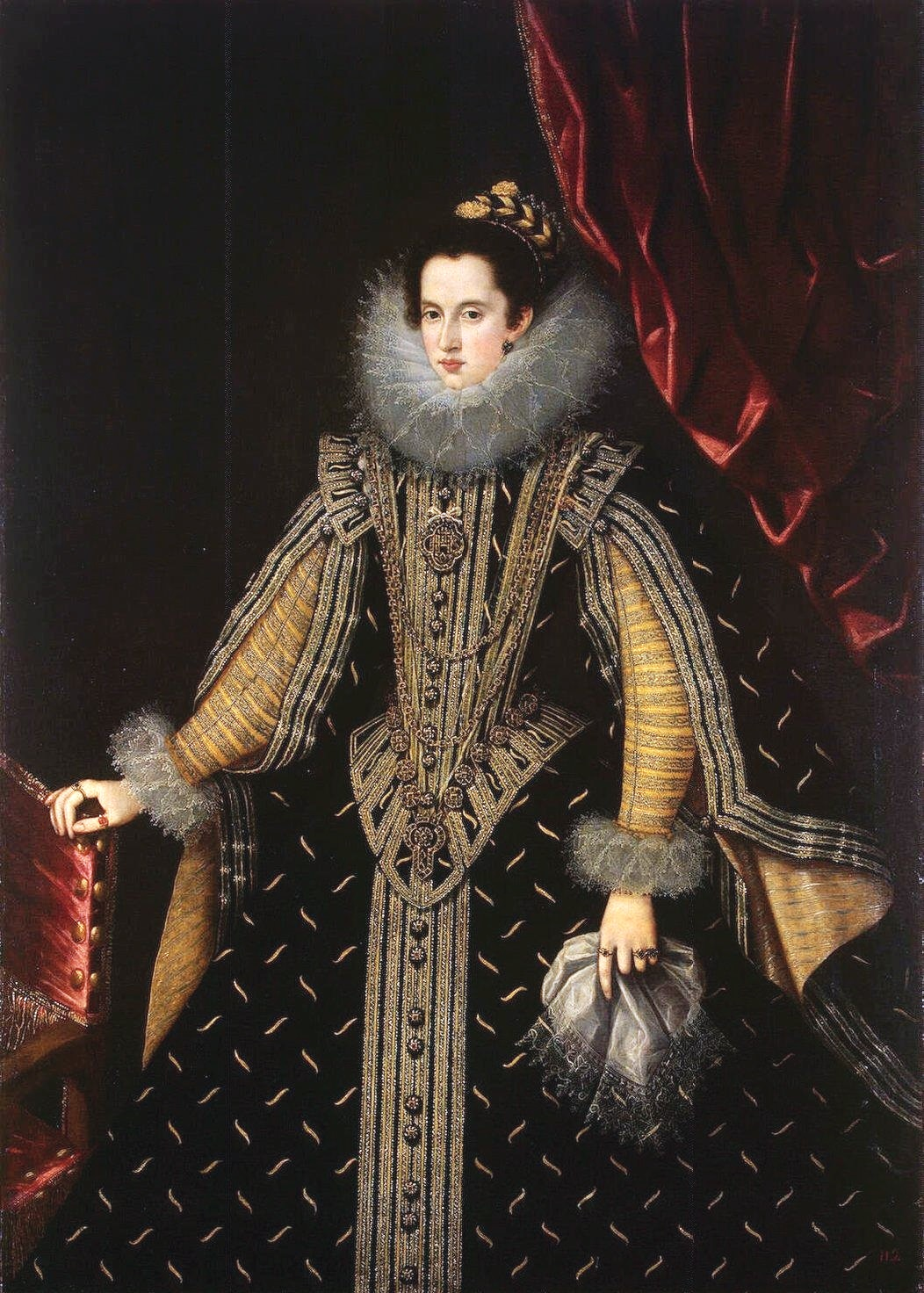
Porträt Margherita Aldobrandinis von Bartolomé González y Serrano, um 1610

Margherita Aldobrandini (* 29. März 1588 in Capodimonte; † 9. August 1646 in Parma) war eine italienische Adlige und durch Heirat Herzogin von Parma und Piacenza. Während der Minderjährigkeit ihres Sohnes diente sie zudem von 1626 bis 1628 als Regentin der Herzogtümer.

## Leben

### Familie
Margherita wurde am 29. März 1588 in der Burg von Capodimonte im Herzogtum Castro als ältestes Kind von Giovanni Francesco Aldobrandini und Olimpia Aldobrandini, geboren. 1593 zogen Margheritas Eltern auf Einladung ihres Großonkels, Papst Clemens VIII., nach Rom. Der Papst wollte die Stellung der Familie Aldobrandini im Kirchenstaat stärken und förderte seine Verwandten. Margheritas Vater genoss das besondere Vertrauen des Papstes, der ihm die Titel eines Grafen von Sarsina und Meldola verlieh (der später, 1597, in den Fürstenstand erhoben wurde), und ihre Mutter war seine Lieblingsnichte. Der Papst förderte auch die Kinder der Eheleute: Er erhob den ältesten Sohn Salvestro in den Rang eines Kardinals, und für die ältesten Töchter Margherita und Elena suchte er Ehemänner aus herrschaftlichen Häusern.
Als Bewerber für Margherita zog der Papst Fürsten aus den Häusern Savoyen und Medici und sogar König Heinrich IV. von Frankreich in Betracht. Die Kandidaten waren jedoch nicht an dem Vorschlag interessiert. Ab 1598 nahm der Papst Verhandlungen über die Heirat von Margherita mit Ranuccio I. Farnese, Herzog von Parma und Piacenza, auf. Diese Ehe sollte die Beziehungen zwischen den Häusern Aldobrandini und Farnese stabilisieren und zu einem politischen Bündnis zwischen dem Heiligen Stuhl und dem Herzogtum Parma führen. In langwierigen und schwierigen Verhandlungen einigten sich die Parteien auf die Höhe der Mitgift der Braut, die zum größten Teil aus der Staatskasse des Kirchenstaates bezahlt wurde. Der Ehevertrag wurde in Rom unter aktiver Beteiligung spanischer Diplomaten und der Kardinäle Pietro Aldobrandini und Odoardo Farnese unterzeichnet.

### Herzogin von Parma
Am 7. Mai 1600 feierte Papst Clemens VIII. in Rom die Hochzeit Margheritas mit dem Herzog Ranuccio I. Farnese. Auf Wunsch des Papstes fand die Hochzeit ohne besondere Feierlichkeiten statt, aber dieses Ereignis fand in allegorischer Form seinen Niederschlag in der Kunst und Literatur der damaligen Zeit. Die Heirat eines 30-jährigen Bräutigams und einer 11-jährigen Braut wurde von den zeitgenössischen Dichtern in Epithalamien und Madrigalen verherrlicht. Am 4. Juni verließ Margherita zusammen mit ihrem Ehemann Rom in Richtung Parma, begleitet von bewaffneten Wachen und einem Gefolge aus dem parmesischen Adel. Auf dem Weg dorthin besuchten die Frischvermählten Vittoria Farnese, die Herzogin von Urbino, die Tante väterlicherseits von Margheritas Ehemann. Am 1. Juli erreichten sie das Herzogtum Parma. Die junge Herzogin verbrachte den Sommer im Castello di Torrechiara und wartete auf den Abschluss der Renovierungsarbeiten im Herzogspalast in Parma. Anfang Oktober fand ihr feierlicher Einzug in die Hauptstadt des Herzogtums statt.
Die Herzogin wurde lange Zeit nicht schwanger, sie hatte mehrere Fehlgeburten und die ersten beiden Kinder, die sie in den ersten zehn Jahren ihrer Ehe, 1602 und 1603, zur Welt brachte, lebten nur wenige Stunden. Die Verwandten von Margherita wussten schon vor ihrer Heirat von ihren gynäkologischen Problemen, außerdem unterzog sie sich mehreren Operationen. Die Frage der wahrscheinlichen Unfruchtbarkeit der damaligen Braut des Herzogs von Parma war auch seinem jüngeren Bruder, Kardinal Odoardo Farnese, bekannt, der den Bräutigam jedoch nicht informierte. Historiker gehen davon aus, dass der Kardinal auf diese Weise hoffte, nach dem Tod seines kinderlosen älteren Bruders die Nachfolge auf dem Herzogsthron von Parma anzutreten, doch 1605 legitimierte Herzog Ranuccio I. seinen unehelichen Sohn Ottavio Farnese, den er, sehr zum Leidwesen Margheritas, in den Herzogspalast mitnahm und als seinen Erben auszubilden und zu erziehen begann.
Der abergläubische Herzog Ranuccio I., der an die Wirksamkeit der Hexerei glaubte, war davon überzeugt, dass er Opfer eines Fluchs geworden war. Nachdem er alle medizinischen Methoden ausprobiert hatte, wandte er sich an Astrologen und Exorzisten, begann zu fasten und großzügig Almosen zu geben. Schließlich ordnete er die Einleitung einer Untersuchung in Sachen Hexerei an, die ergab, dass seine Frau von den früheren Geliebten des Herzogs, der schönen Adeligen Claudia Colla und ihrer Mutter Elena, die den Spitznamen „die Römerin“ trug, geschädigt worden war. Die Frauen wurden verurteilt und im Gefängnis von Rocchetta inhaftiert.
Im Jahr 1610 brachte Margherita schließlich ein Kind zur Welt, das überlebte, einen Sohn, der nach seinem Großvater väterlicherseits Alessandro genannt wurde und der die Hoffnungen des Hofes kurzzeitig weckte. Es stellte sich jedoch bald heraus, dass das Kind taub und infolgedessen stumm war. Nach zahlreichen Versuchen, den Zustand des Jungen zu korrigieren, wurde 1618 seine Unfähigkeit, den Staat zu regieren, offiziell erklärt, der Erbe des Herzogsthrons von Parma wurde der zweite überlebende Sohn, Odoardo, geboren 1612. Nach den Geburten von Alessandro und Odoardo waren die gynäkologischen Probleme von Margherita offenbar gelöst: zwischen 1613 und 1620 brachte sie fünf weitere Kinder zur Welt, von denen drei das Säuglingsalter überlebten. Zur Freude von Margherita wurde der uneheliche Ottavio Farnese vom Hof entfernt, unzufrieden mit dem Verlust seiner Erbenstellung beteiligte er sich an einer Verschwörung gegen seinen Vater, die aufgedeckt wurde, woraufhin auch er bis zu seinem Tod im Gefängnis von Rocchetta inhaftiert wurde.
Wie die meisten politischen Ehen im Hause Farnese war auch die Verbindung von Margherita unglücklich. Die Interessen der Verwandten der Herzogin und ihres Mannes überschnitten sich oft, was zu Konflikten zwischen ihnen führte. Der jähzornige Herzog Ranuccio I. änderte seine Liebesgewohnheiten nicht: Margherita musste sich mit den promiskuitiven Beziehungen des Herzogs zu anderen Frauen abfinden. Zeitgenossen zufolge hatte die Herzogin einen sanften Charakter. Sie war eine fromme Frau, half den Armen und Kranken, unterstützte die Mönche, vor allem die Theatiner, denen sie 1629 half, sich in der Kirche der Heiligen Christina in Parma niederzulassen. Margherita liebte die Kunst und die Poesie und förderte den Dichter Claudio Achillini, dem sie zu einem Lehrstuhl an der Universität von Parma verhalf. Nur ein einziges Mal während der Ehejahre reiste die Herzogin mit ihrem Mann außerhalb Parmas: 1620 statteten sie Piacenza einen offiziellen Besuch ab, wo sie der Enthüllung der Reiterdenkmäler des Herzogs und seines Vaters Alessandro Farnese beiwohnten.

### Regentin von Parma
Herzog Rannucio I. starb am 5. März 1622. Sein jüngerer Bruder, Kardinal Odoardo, fungierte als Regent des Herzogtums Parma im Namen seines zehnjährigen Neffen und neuen Herzogs Odoardo. Der Tod des Kardinals im Februar 1626 ermöglichte es Margherita, die neue Regentin für ihren Sohn zu werden. Ihre zweijährige Regentschaft fiel in die Zeit des Dreißigjährigen Krieges, worin es ihr gelang, die Stabilität im Herzogtum aufrechtzuerhalten und die Neutralität zu wahren. Im Mantuanischen Erbfolgekrieg unterstützte sie Carlo I. Gonzaga, den Herzog von Nevers, der daraufhin Herzog von Mantua und Montferrato wurde.
1628 erreichte ihr Sohn Odoardo die Volljährigkeit und Margherita trat von ihrem Amt als Regentin zurück. Im Oktober desselben Jahres heiratete der Herzog Margherita de’ Medici. Bereits 1620 hatte Herzog Ranuccio I. der Heirat seines Erben mit Maria Cristina de’ Medici, der ältesten Tochter von Cosimo II. de’ Medici, Großherzog der Toskana, zugestimmt, doch aufgrund der gesundheitlichen Probleme von Maria Cristina (sie wurde mit einer Missbildung geboren und war möglicherweise geistig behindert) wurde im Februar 1627 beschlossen, dass die zweite Tochter des Großherzogs, Margherita de’ Medici, zur neuen Braut und schließlich zur Herzogin von Parma wurde.
Über die Herzoginwitwe ist nach dem Ende ihrer Regentschaft wenig bekannt; sicher ist nur, dass sie am Hof ihres Sohnes lebte. Margherita Aldobrandini starb am 9. August 1646 in Parma, ihr Sohn Herzog Odoardo starb einige Wochen später, am 11. September.

## Nachkommen
Aus ihrer Ehe mit Ranuccio I. Farnese hatte Margherita neun Kinder:
- Alessandro Francesco Maria Farnese (*/† 8. August 1602)
- Maria Farnese (*/† 5. September 1603)
- Alessandro Farnese (* 5. September 1610; † 24. Juli 1630), taubstumm von Geburt an, von der Erbfolge ausgeschlossen
- Odoardo Farnese (* 28. April 1612; † 11. September 1646), Herzog von Parma
- Orazio Farnese (* 7. Juli 1613; † 28. Februar 1614)
- Maria Caterina Farnese (* 18. Februar 1615; † 25. Juli 1646) ⚭ Francesco I. d’Este, Herzog von Modena
- Maria Farnese (*/† 29. April 1618)
- Vittoria Farnese (* 29. April 1618; † 10. August 1649) ⚭ Francesco I. d’Este, Herzog von Modena
- Francesco Maria Farnese (* 8. August 1619; † 12. Juli 1647), Kardinal